# Omul invizibil (film din 1933)
Omul invizibil (titlu original: The Invisible Man) este un film SF american din 1933 regizat de James Whale. În rolurile principale joacă actorii Claude Rains și Gloria Stuart.

## Distribuție
- Claude Rains - Dr. Jack Griffin – The Invisible Man
- Gloria Stuart - Flora Cranley
- William Harrigan - Dr. Arthur Kemp
- Henry Travers - Dr. Cranley
- Una O'Connor - Jenny Hall
- Forrester Harvey - Herbert Hall
- Duddley Digges - Chief Detective
- E. E. Clive - Constable Jaffers
- Walter Brennan - biciclistul